# Ricky Nebbett
Ricky John Nebbett (Londra, 16 agosto 1977) è un rugbista a 15 britannico, internazionale per l'Inghilterra, pilone dell'Esher, in seconda divisione inglese.

## Biografia
Ricky ha collezionato 4 presenze con gli England Saxons, la Nazionale A inglese.

## Palmarès
- Premiership: 3
Leicester: 1999-2000, 2000-01, 2001-02
- Heineken Cup: 1
Leicester: 2000-01
- Coppe Italia: 1
Parma: 2008-09
- Supercoppe d'Italia: 1
Parma: 2008